# ماي يونيفيرس
ماي يونيفيرس وتترجم بالعربية إلى كَوني (بالإنجليزية: My Universe) هي أغنية باللغة الإنجليزية والكورية  لفرقة الروك البريطانية كولدبلاي والفرقة الكورية الجنوبية بي تي أس. أُصدرت في 24 سبتمبر 2021 بواسطة شركة بارلوفون وتسجيلات أتلانتيك كالأغنية المنفردة (سينغل) الرسمية الثانية من ألبوم كولدبلاي التاسع Music Of The Spheres. ترسمت الأغنية في المركز الأول في ترتيب بيلبورد هوت 100 وأصبحت بذلك أغنية بي تي أس السادسة التي تحقق ذلك وأغنية كولدبلاي الثانية منذ أن تصدرت أغنيتهم viva la Vida في عام 2008. كما أن ماي يونيفرس هي أول أغنية مسجّلة من قِبل فرقتين تتصدر ترتيب بيلبورد هوت 100. ترسمت ماي يونيفيرس في المركز الثالث في مخطط المملكة المتحدة لأغاني السينغل مسجلةً أكبر عدد تنزيلات أسبوعية في 2021 حتى الآن.

## الخلفية
أُعلن عن عنوان الأغنية عندما أُصدرت قائمة أغاني ألبوم Music of the Spheres لكن دون ذكر اسم بي تي اس. وقد تم تضمين مقطع صغير من الأغنية في مقطع تشويقي سُمّي "Overtura" أيضاً مع إخفاء أية دليل عن وجود بي تي اس في الأغنية. ثم في 13 سبتمبر 2021، تم الإعلان عن أنَّ ماي يونيفيرس ستكون أغنية تعاونية بين كولدبلاي وبي تي اس وذلك من خلال رسالة شيفرة في حساب كولدبلاي Alien Radio FM في مواقع التواصل الاجتماعي. التقت الفرقتان مسبقاً بعد إصدار بي تي اس أغنيتهم Permission to dance وقيامهم بمقابلة مع عضو فرقة كولدبلاي كريس مارتن. وقد كانت تحوم بعض الأخبار عن تعاون الفرقتين منذ فترة وبالتحديد منذ قيام بي تي اس بغناء أغنية كولدبلاي Fix you في برنامج MTV Unplugged. في 26 سبتمبر، أُطلق فيديو وثائقي عن صُنع ماي يونيفيرس بجانب إطلاق ريمكس Supernova 7 و acoustic. وأُطلقت ريميكسات إضافية بعدها؛ واحدة منها مُنتجة من قِبل شوقا والأخرى من قِبل الديجي ديفيد غيتا.

## الفيديو الموسيقي
أُطلق فيديو لكلمات الأغنية بالتزامن مع إصدار الأغنية في 24 سبتمبر 2021 بثيم فضائي وبكلمات الأغنية مَكتوبةً بأيدي أعضاء الفرقتين بأنفسهم. ثم في 30 سبتمبر، تم إصدار فيديو موسيقي رسمي للأغنية من إخراج ديف مايرز. تقع أحداث قصة الفيديو في النظام الشمسي التخيُلي المعروف باسم the Spheres، حيث مُنعت كافة أشكال الموسيقى هناك من قِبل "المُسكتين (The Silencers)"، يظهر الفيديو كلّاً من كولدبلاي وبي تي اس مع فرقة الفضائيين التخيلية Supernova 7 وهم يؤدون ماي يونيفيرس مع بعضهم. وبالرغم من تواجدهم في كواكب مختلفة، تتحد الفرق مع بعضها بواسطة تقنية الهولوغرام "HOLOBAND" التي تتحكم بها الفضائية DJ Lafrique، وتكون هي المسؤولة عن إذاعة أدائهم للنظام الشمسي عندما يأتي المُسكتون ويحاولون مهاجمتها وإسكات الموسيقى.
قامت فرقة كولدبلاي بتصوير الفيديو في مُجمّع مهجور في برشلونة في يوليو 2021. وصُورت أجزاء بي تي اس من الفيديو الموسيقي في مسرح باستعمال الشاشة الخضراء في العاصمة الكورية. وبعد أسبوعين من انتهاء التصوير في برشلونة، تم الاستفادة من الشاشة الخضراء في إضافة مؤثرات خاصة للفيديو، كإظهار تقنية الهولوغرام على سبيل المثال، ولتجميع مقاطع كلتا الفرقتين.

## رأي النُقّاد
رايان دالي من مجلة NME قامت بإعطاء الأغنية مراجعةً إيجابية بتقييم أربعة نجوم من خمس، قائلة أنها "قصيدة غنائية سماوية تحتفي بالوحدة، الأمل وقوة الحب". كما أشارت إلى أنه بالرغم من أن البعض قد يرى أن ماي يونيفيرس فيها فنانون من غير المعتاد اجتماعهم، إلا أن اجتماع كلّاً من كولدبلاي وبي تي اس لصناعة الاغنية "شيء منطقي تماماً" لأنه "كلتا الفرقتين تشاركان ميلاً شاعرياً وصادقاً لموسيقاهم، كما أنهم من أكبر فرق العالم ومن أكثر المفكرين عمقاً في عالم البوب الآن ويصبّون في كلمات أغانيهم تعابيرَ مؤثرة فيما يخص الحياة والحب

## الجوائز والترشيحات
| السنة | الجهة                       | الجائزة/الترشيح                               | فوز | المصدر |
| ----- | --------------------------- | --------------------------------------------- | --- | ------ |
| 2021  | حفل جوائز خيار الشعب        | أفضل فيديو موسيقي                             |     | [ 24 ] |
| 2021  | أرقام غينيس القياسية        | أعلى ترسيم لفرقة بريطانية في الولايات المتحدة |     | [ 25 ] |
| 2021  | حفل جوائز ميلون الموسيقي    | أفضل تعاون                                    |     | [ 26 ] |
| 2021  | حفل جوائز إمنيت الموسيقي    | أفضل تعاون                                    |     | [ 27 ] |
| 2021  | حفل جوائز إمنيت الموسيقي    | أغنية السنة                                   |     | [ 27 ] |
| 2021  | حفل جوائز ام تي في اليابان  | أفضل فيديو تعاوني                             |     | [ 28 ] |
| 2021  | حفل جوائز ان ار جي الموسيقي | أفضل تعاون دولي في السنة                      |     | [ 29 ] |
| 2022  | جوائز بيلبورد الموسيقية     | أفضل أغنية روك                                |     | [ 30 ] |
| 2022  | حفل جوائز مخطط غاون         | أغنية السنة                                   |     | [ 31 ] |
| 2023  | حفل جوائز الغرامي           | جائزة غرامي لأفضل أداء بوب ثنائي/مجموعة       |     | [ 32 ] |